# Пайн-Левел (округ Джонстон, Північна Кароліна)
Пайн-Левел (англ. Pine Level) — місто (англ. town) в США, в окрузі Джонстон штату Північна Кароліна. Населення — 2046 осіб (2020).

## Географія
Пайн-Левел розташований за координатами 35°30′13″ пн. ш. 78°14′57″ зх. д. / 35.50361° пн. ш. 78.24917° зх. д. (35.503686, -78.249161).  За даними Бюро перепису населення США в 2010 році місто мало площу 4,23 км², уся площа — суходіл.

## Демографія
Згідно з переписом 2010 року, у місті мешкало 1700 осіб у 698 домогосподарствах у складі 463 родин. Густота населення становила 402 особи/км².  Було 760 помешкань (180/км²).
Расовий склад населення:
| - 73,2 % — білих - 15,2 % — чорних або афроамериканців - 0,7 % — корінних американців - 0,1 % — азіатів - 9,1 % — осіб інших рас |

До двох чи більше рас належало 1,6 %. Частка іспаномовних становила 12,9 % від усіх жителів.
За віковим діапазоном населення розподілялося таким чином: 26,9 % — особи молодші 18 років, 60,0 % — особи у віці 18—64 років, 13,1 % — особи у віці 65 років та старші. Медіана віку мешканця становила 35,8 року. На 100 осіб жіночої статі у місті припадало 87,6 чоловіків;  на 100 жінок у віці від 18 років та старших — 80,7 чоловіків також старших 18 років.
Середній дохід на одне домашнє господарство  становив 53 201 долар США (медіана — 37 182), а середній дохід на одну сім'ю — 57 172 долари (медіана — 42 328). Медіана доходів становила 37 132 долари для чоловіків та 31 071 долар для жінок. За межею бідності перебувало 20,6 % осіб, у тому числі 28,7 % дітей у віці до 18 років та 3,0 % осіб у віці 65 років та старших.
Цивільне працевлаштоване населення становило 881 особа. Основні галузі зайнятості: освіта, охорона здоров'я та соціальна допомога — 20,5 %, виробництво — 17,0 %, роздрібна торгівля — 12,4 %, будівництво — 10,6 %.